# مصرف الثقة الدولي الإسلامي
مصرف الثقة الدولي الإسلامي مصرف عراقي أهلي أُسس عام 2017، يبلغ رأس المال للمصرف 250 مليار دينار.